# Leopard 2
El Leopard 2 és un tanc alemany fabricat per l'empresa Krauss-Maffei-Wegmann i que va ser desenvolupat al començament dels anys 1970. Va entrar en servei per primera vegada el 1979, reemplaçant el Leopard 1 en la seva funció de tanc principal de combat en la Bundeswehr (Forces armades d'Alemanya). Les seves diferents versions estan en servei a Alemanya i altres onze països europeus principalment.

## Desenvolupament
El disseny del Leopard 2 va començar a conseqüència del projecte conjunt entre Estats Units i Alemanya MBT-70 de Krauss-Maffei, amb el treball de desenvolupament procedent de la dècada de 1970, el disseny va ser seleccionat de 17 prototips en 1974. El disseny seria conegut com a Leopard 2, i l'original es convertiria retroactivament en el Leopard 1. Utilitzava com arma principal un canó de 120 mm de Rheinmetall, el blindatge inicial era d'acer perforat (però no com sovint s'ha afirmat, de Chobham), i altres noves característiques. Va tenir especial èxit a Europa, que el fabricant va començar a anomenar-lo Euro Leopard. Va ser triat per les forces armades de Suïssa a la fi dels anys 1980 contra l'AMX-56 Leclerc francès i l'estatunidenc M1 Abrams. Encara que França, Itàlia i Regne Unit tenen els seus propis tancs de combat, països més petits han adoptat el Leopard 2.
Fins i tot mentre que el Leopard 1 entrava en servei en 1965, un nou Leopard amb el canó de 120 mm Rheinmetall L44 estava sent considerat per a mantenir la distància amb els nous dissenys soviètics, però va ser cancel·lat a favor del supertanc MBT-70. El projecte del MBT-70 era revolucionari, però després de sobrepassar els costos, Alemanya se'n va retirar l'any 1969.
El nou projecte va donar lloc a 17 prototips, del qual un va ser triat en 1974 per a la seva producció. El tanc estava molt més ben blindat que el disseny anterior, i incloïa una torreta de major grandària i aspecte de bloc a causa de l'ús de blindatge d'acer perforat i el dipòsit intern de munició en la part del darrere.
El 1976, els Estats Units van mostrar el seu interès, i diverses torretes de proves van ser construïdes seguint els estàndards estatunidencs, una amb un canó L7A3 de 105 mm i un sistema de control de tret Hughes; una segona amb el mateix sistema de tret però amb la possibilitat de canviar el canó pel disseny de Rheinmetall de 120 mm; i dues torretes més amb el sistema de tret Hughes-Krupp Atlas Elektronik EMES 13, una amb el canó L7 i un altre amb el de 120 mm.
Els prototips, denominats Leopard AV van arribar als Estats Units a la fi d'agost de 1976, i es van realitzar proves entre el Leopard 2 i el XM1 (nom del prototip del M1 Abrams) fins a desembre. Els informes deien que ambdós tancs eren similars en potència de foc i mobilitat, però que el XM1 era superior en protecció. Actualment es coneix que això només és cert en impactes de càrrega buida; contra impactes cinètics el Leopard 2 està el doble de protegit que el M1 original (650 mm enfront de 350 mm). A més, el canó de 120 mm de Rheinmetall va demostrar ser superior al de 105 mm en diverses proves d'artilleria de l'OTAN.
Hi ha dues línies de desenvolupament principals del tanc, els models originals fins al Leopard 2A4 amb la part frontal de la torreta en vertical, i una línia millorada, a partir del Leopard 2A5, amb la torreta modificada en forma de tascó i un altre nombre de millores.

## Producció
Al setembre de 1977, el ministeri de defensa alemany va decidir començar els plans de producció de 1.800 Leopard 2, que serien lliurats en cinc lots. El principal contractista va ser Krauss-Maffei, però Machinenbau Kiel (MaK) actualment Rheinmetall de Kiel seria el major subcontractista. Els lliuraments van començar en 1979, i en 1982 el primer lot es va completar amb 380 Leopard 2 (209 per Krauss-Maffei, nombre de xassís 10001 a 10210; i 171 per MaK, nombre de xassís 20001 a 20172). Els últims 80 tenien un nou sistema de visió nocturna termal i que van ser adaptats als models anteriors.
El primer client per a exportació van ser els Països Baixos que en van rebre 445 entre 1981 i 1986; 114 d'aquests van ser venuts més tard a Àustria i 52 a Noruega. Suècia va comprar 280 Leopards, 160 dels primers models denominats Stridsvagn 121 (Leopard 2A4), i la resta del model Stridsvagn 122 (Leopard 2A5). Espanya va llogar 108 del model 2A4 que finalment va comprar abans de produir amb llicència 219 del model 2A6 (Leopard 2E). Suïssa en va comprar 380 entre 1987 i 1993. Altres països també utilitzen algun model de Leopard 2 incloent Polònia, Dinamarca, Finlàndia, Grècia, Turquia i Xile. Alemanya en té aproximadament 2.125 de diverses versions. El tanc va ser provat per Regne Unit en els anys 1980 però finalment es van decidir pel Challenger 2.

## Característiques

### Armament

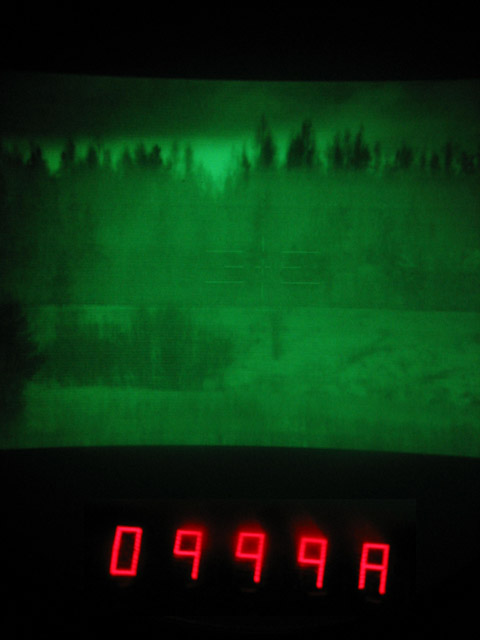
Imatge de la càmera tèrmica del Leopard 2 amb un augment de 12x.

Tots els models presenten sistemes de control de foc digitals amb telèmetres làser, el canó principal estabilitzat i una metralladora coaxial i sistemes de visió termals per a l'artiller. Pot conduir sota aigua fins a una profunditat de 4 metres usant un snorkel i sobrepassar obstacles verticals d'un metre d'altura. Posseeix així mateix 8 llança-fumígens en cada costat de la torreta, és a dir 16 en total, que també poden ser emprats com llançadors de granades de fragmentació.

### Mecànica

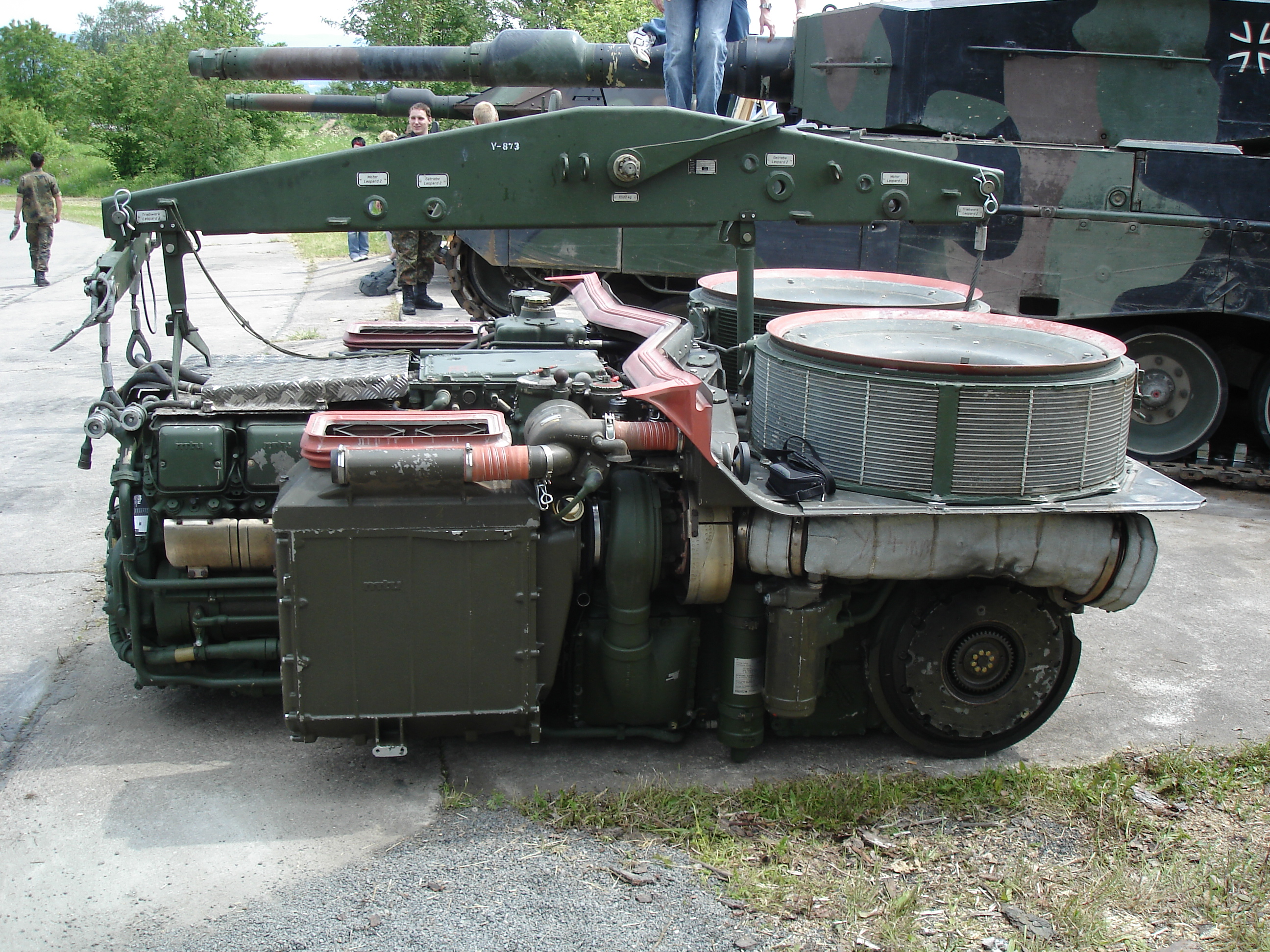
Motor del Leopard 2.

Duu el motor dièsel MTU 873 Ca 501 de 1.500 cv de 12 cilindres en V de 47,6 L (47.600 cm³) a 1500 hp i 2600 rpm refrigerat per aigua. Treballa en conjunt amb la transmissió Renk HSWL 354 hidropneumàtica planetari amb quatre marxes endavant i dues cap endarrere. Proporcionant en carretera 72 km/h, camp a través 50 km/h i a marxa enrere 31 km/h. Tot el conjunt té un pes de 61.200 kg.

## Variants

### Leopard 2
El Leopard 2 propi, de vegades denominat A0 per a diferenciar-lo de les versions posteriors, va ser la primera versió de la sèrie de fabricació. Van ser fabricats un total de 380 vehicles d'aquesta versió, entre octubre de 1979 fins a març de 1982, 209 per Krauss-Maffei i 171 per MaK.
L'equipament bàsic consistia en un elèctric-hidràulic WNA-H22, una computadora de control de tir, un telèmetre làser, un sensor de vent, un telescopi de propòsit general EMES 15, un periscopi panoràmic PERI R17, la mira de torreta FERO Z18, sobre el sostre de la torreta així com un set d'examen del tanc controlat per computadora RPP 1-8. 200 d'aquests vehicles disposaven d'un enriquidor de llum nocturna (PZB 200) en comptes d'un dispositiu d'imatges tèrmiques. Dos xassís van servir com vehicles d'entrenament.

### Leopard 2A1
En el segon lot de Leopard 2 fabricats es va incloure la instal·lació del sistema de visió termal per a l'artiller i un nombre de modificacions de menor importància, i va ser designat com Leopard 2A1. D'un total de 450 vehicles, 248 van ser fets per Krauss-Maffei i 202 per MaK. Els lliuraments d'aquest model 2A1 van començar al març de 1982 i van acabar al novembre de 1983. Els dos canvis més notables van ser la modificació del portamunicions, que va passar a ser idèntic al del M1 Abrams dels Estats Units i el redisseny dels filtres de combustible per a reduir el temps d'omplert.
En un tercer lot de 300 Leopard 2, 165 construïts per Krauss-Maffei i 135 per MaK entre novembre de 1983 i novembre de 1984, es van incloure alguns canvis menors que posteriorment es van afegir en els anteriors 2A1.

### Leopard 2A2
El programa de desenvolupament de la versió A2 va començar en 1984 i va acabar en 1987.
Aquesta designació va ser donada als vehicles actualitzats del primer lot de Leopard 2, dutes al model estàndard del segon i tercer lot. Aquesta modernització va reemplaçar gradualment en el primer lot a les mires originals PZB 200 amb mires tèrmiques per als EMES 15 a mesura que es trobessin disponibles. Més encara, l'actualització inclou el condicionament de tapes d'obertura i segellat dels tancs de combustible que es trobaven en la part davantera del casc per a permetre un reabastiment de combustible per separat, així com l'addició d'una placa deflectora per al periscopi i una placa de cobertura més llarga per a protegir el sistema de protecció NBQ (Nuclear biològic químic) Finalment, se li va proporcionar al tanc cables nous per a remolc de 5 metres amb posicions diferents. El programa es va iniciar en 1984 i va finalitzar en 1987; el tercer, cambra i cinquè lots van ser produïts dintre d'aquest període amb les mateixes característiques. El primer lot modernitzat pot ser reconegut per la placa circular que cobreix el forat on es trobava el sensor de vent creuat per al sistema de control de foc, que va ser retirat.

### Leopard 2A3
El quart lot de 300 Leopard 2 va ser lliurat entre desembre de 1984 i desembre de 1985; 165 per Krauss-Maffei i 135 per MaK. El principal canvi va ser l'addició dels sistemes de ràdio digitals SEM80/90 (que s'inclourien en els Leopard 1 en aquest moment), i les portelles de recàrrega de munició que van ser tancades. Fins i tot amb aquests canvis menors, el nou lot es va denominar Leopard 2A3.

### Leopard 2A4

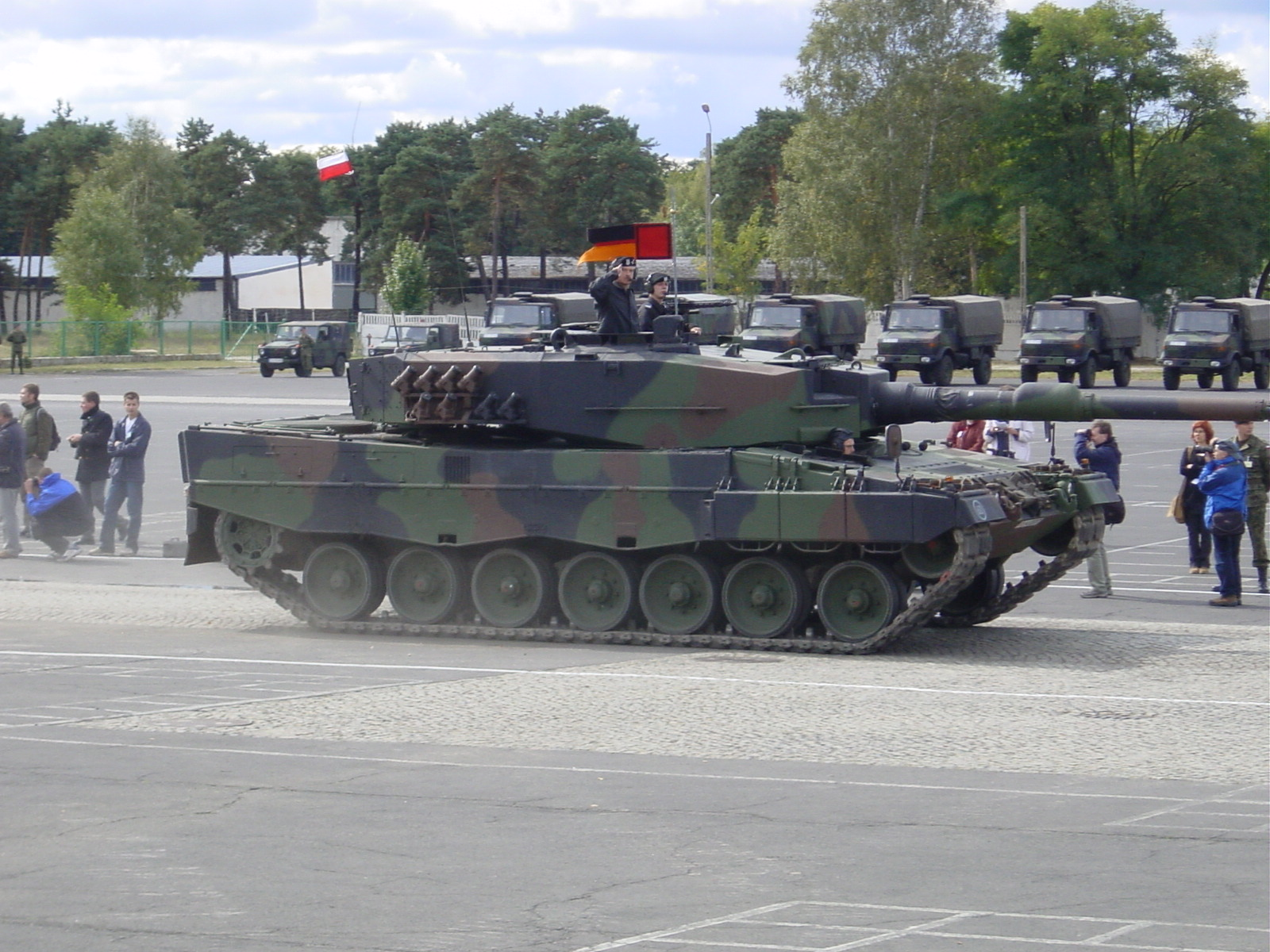
Leopard 2A4 de Polònia.

La versió més estesa dels Leopard 2, el model Leopard 2A4, incloïa canvis substancials, incloent un sistema de supressió de foc i explosions, un control de foc totalment digital capaç de manejar els nous tipus de munició i una nova torreta amb blindatge de titani/tungstè. En una prova alemanya en el qual es va disparar a un 2A4, que encara tenia el blindatge anterior, amb un T-80, el tanc soviètic només aconseguia foradar el blindatge disparant des de distàncies menors d'1,2 km.
Entre desembre de 1985 i març de 1987 es van lliurar 370 Leopard 2; 190 per Krauss-Maffei (nombre de xassís 10789 a 10979) i 180 per MaK (nombre de xassís 20645 a 20825). Encara que només cinc lots van ser demanats originalment, un altre lot de 150 vehicles; 83 per Krauss-Maffei i 67 per MaK van ser demanats en 1987.
Un altre lot de 100 vehicles; 55 per Krauss-Maffei (nombre de xassís 11063 a 11117) i 45 per MaK (nombre de xassís 20893 a 20937) van ser lliurats entre maig de 1989 i l'abril de 1990. Un petit lot de 75 Leopard 2; 41 per Krauss-Maffei i 34 per MaK van ser lliurats en 1992.
Els antics models van ser millorats a l'estàndard del 2A4. Suècia va rebre 160 en lloguer a l'espera dels 120 Leopard 2 que havien demanat. El Leopard 2A4 va ser designat Strv121 en l'exèrcit suec. Finlàndia va comprar 124 Leopard 2A4, Polònia 128 Leopard 2A4, Dinamarca 51 Leopard 2A4, Grècia 183 Leopard 2A4, Xile 140 Leopard 2A4 i Turquia 298 Leopard 2A4 tots de les reserves de l'exèrcit alemany.

### Leopard 2A5

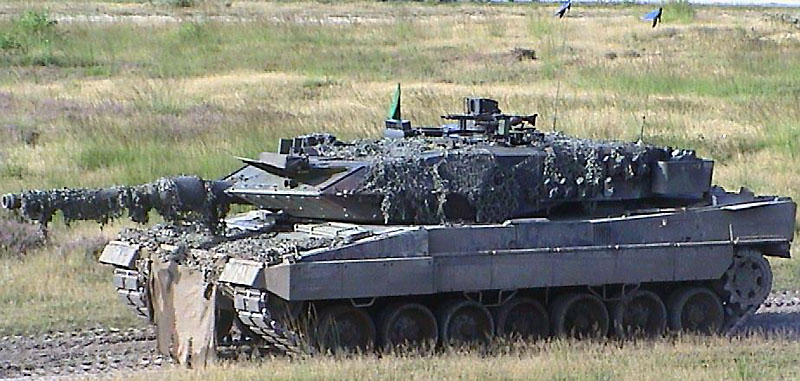
Leopard 2A5 d'Alemanya amb camuflatge.

El Leopard A5 va introduir un blindatge frontal en forma de tascó en la torreta allargant els laterals. La posició de visió del comandant es va traslladar darrere del seu escotilla. En control de la torreta era completament elèctric. En una prova en el qual un Leopard 2A5 disparava a un altre, només un de cada vuit impactes en la torreta aconseguia el blindatge principal.

### Leopard 2A6

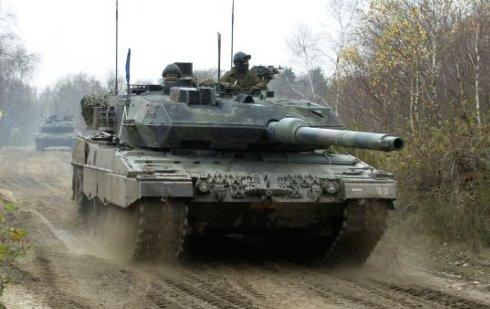
Leopard 2A6 d'Holanda.

La nova versió Leopard 2A6 incloïa el canó de 120 mm Rheinmetall L55 i altres canvis. Aquest canó podia destruir un T-80O a una distància de 4 km. El març de 2003, l'exèrcit grec va fer una comanda de 170 Leopard 2 HEL, per a ser lliurats entre 2006 i 2009.

### Leopard 2A7
El sistema d'armes està adaptat per disparar munició. Està equipat per, però no amb, blindatge addicional de protecció lateral passiva. El primer Leopard 2A7 va ser lliurat a l'exèrcit alemany a Múnic el desembre de 2014. Es van produir 14 vehicles per al Batalló de Tancs 203, 4 van anar al Centre d'Entrenament del Cos Blindat i un vehicle va anar a l'Escola Tècnica de Sistemes Terrestres i l'Escola de Tecnologia de l'Exèrcit. L'últim tanc es manté com a vehicle de referència a KMW. El tanc disposa d'un nou paquet de blindatge que inclou Tungstè, Titani i Nano-Ceramics. La protecció cuirassada estimada del casc és al voltant d'HA620 mm RHAe KE, i prop de 1000 mm RHAe KE per a la torreta.
Les Forces Armades Daneses van rebre el seu primer Leopard 2A7 tancs principals de batalla actualitzats a Alemanya des de la versió Leopard 2A5DK a les casernes de Dragoon a Holstebro. L'exèrcit danès rebrà un total de 44 vehicles Leopard 2A7 en 2022.
Siemon T. Wezeman, investigador sènior del programa de transferència d'armes i despesa militar del SIPRI, va declarar que la informació del Registre d'Armes Convencionals de les Nacions Unides de 2016, indicava que alguns Leopard 2A7 van ser transferits a Singapur després de 2014. SIPRI va informar que l'Exèrcit de Singapur probablement va adquirir un total de 45 Leopard 2A7 entre 2016 i 2019, però el Ministeri de Defensa de Singapur va negar haver adquirit la versió 2A7, presumiblement per minimitzar l'ansietat entre els seus veïns.
El febrer de 2023, Noruega va ordenar 54 tancs Leopard 2A7 que fossin lliurats des de 2026, amb una altra opció per 18 vehicles si fos necessari.

### Leopard 2A7+
Leopard 2A7+ va ser mostrat per primera vegada al públic durant l'Eurosatory 2010, amb l'etiqueta "Desenvolupat per KMW - provat i qualificat pel Ministeri de Defensa alemany". El Leopard 2A7+ ha estat provat pel Bundeswehr sota el nom d'UrbOp (operacions urbanes).
El Leopard 2A7+ està dissenyat per operar tant en conflictes de baixa intensitat com d'alta intensitat. La protecció del tanc s'ha incrementat amb blindatges modulars. La protecció frontal s'ha millorat amb un kit dual a la torreta i al casc, mentre que la protecció de 360. contra els RPG i la protecció de mines augmenta la supervivència del tanc en operacions urbanes. Els components del sistema d'armadura modular van ser utilitzats per primera vegada pel Canadà a l'Afganistan. Pot disparar municions programables d'alta explosió. El MG3 muntat en torreta ha estat substituït per una estació d'armament controlada remotament FLW 200 estabilitzada. També s'ha millorat la mobilitat, la sostenibilitat i la consciència situacional.
El desembre de 2018, Hongria va ordenar 44 2A7+s, convertint-los en el segon operador de la versió millorada, després de Qatar.

### Leopard 2A8
Per reemplaçar els 18 tancs Leopard 2A6 lliurats a les Forces Armades d'Ucraïna, s'espera que el Ministeri de Defensa alemany adquireixi un lot d'almenys 18 tancs Leopard 2A8 (amb opció per a diversos centenars). Els plans encara han de ser aprovats pel Parlament alemany a causa del contracte que supera el valor de 25 milions d'euros.
El Leopard 2A8 es basarà en l'actual model de producció de Leopard 2A7HU, però presenta millores addicionals; entre elles la integració del Trofeu APS i un sistema de consciència situacional integral amb capacitat de fusió de sensors.

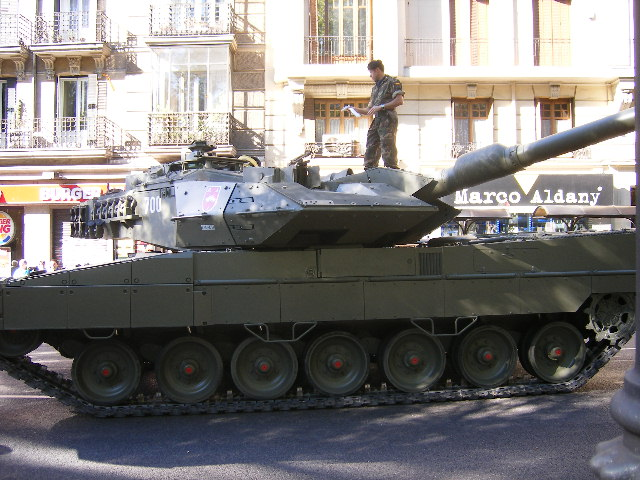
Leopard 2E d'Espanya

### Leopard 2E
El Leopard 2E es tracta d'un derivat del Leopard 2A6 amb major protecció, desenvolupat conjuntament per indústries d'Espanya i Alemanya. El programa va ser desenvolupat dintre d'un marc col·laborador decidit en 1995, entre els Ministeris de Defensa d'ambdós països, en el qual s'incloïa també la cessió d'ús per un període de cinc anys de 108 Leopard 2A4 de l'exèrcit alemany a l'exèrcit espanyol. El 24 de gener de 2006 es va fer públic en el BOE (Butlletí Oficial de l'Estat) que els Leopard 2A4 havien estat adquirits per un import de 15.124.014 euros.
En 1998, el govern espanyol va arribar a un acord per a contractar 219 carros de combat Leopard 2E, 16 vehicles de recuperació Leopard 2ER (Búfalo) i 4 vehicles d'entrenament. El contractista principal va ser Santa Bárbara Sistemas, i el pressupost era de 1.939,4 milions d'euros, incloent també ajuda logística integrada, cursos d'aprenentatge per a instructors i enginyers i simuladors de conducció, manteniment, torreta i de punteria. Els lliuraments del primer lot va començar en l'any 2004 i conclourà en 2008.

### Altres variants
- Leopard 2A6EX: versió més blindada de l'A6 per a l'exportació.
- Leopard 2A5EX: versió més blindada de l'A5 per a l'exportació.
- Leopard 2A4CHL: versió del Leopard 2 A4, utilitzat per Xile.
- Leopard 2(S): Strv 122 utilitzat per l'exèrcit suec, basat en el 2A5EX.
- Pz 87: versió del Leopard 2A4 utilitzat per Suïssa.
- Leopard 2 PSO (Peace Supporting Operations): versió urbana de combat.
- Pionierpanzer 3 Kodiak: versió suïssa per a enginyers.
- Bergepanzer BPz3 Buffel: vehicle de recuperació blindat.
- Panzerschnellbrücke 2: vehicle blindat llançaponts.
- Brückenlegefahrzeug: vehicle blindat llançaponts (Leguan).
- Fahrschulpanzer: vehicle de pràctiques.

## Operadors
- Alemanya

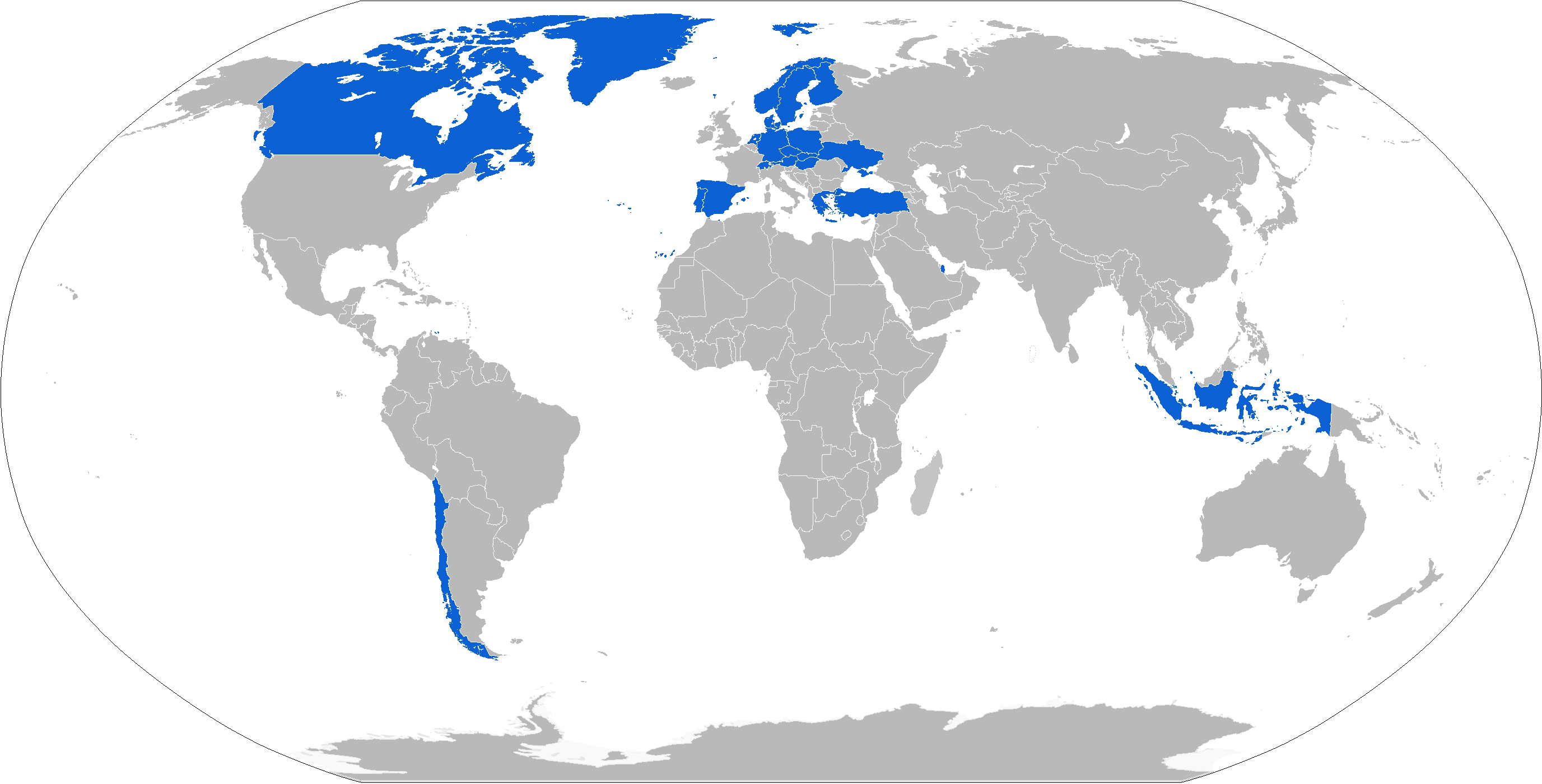
Països on tenen en servei el Leopard 2

L'Exèrcit alemany ha operat al voltant de 2.350 Leopard 2 de totes les versions. Després de finalitzar la Guerra Freda, un gran nombre d'ells van ser posats en inventari per a la seva venda a altres països. En l'actualitat, Alemanya disposa de 408 Leopard 2 en servei. Està planejat que continuïn en servei 395 Leopard 2 en 2012.
- Àustria

L'Exèrcit austríac va adquirir 114 dels Leopard 2A4 excedents de l'inventari neerlandès.
- Canadà

Les Forces canadenques van adquirir 20 Leopard 2A6M a Alemanya en l'estiu de 2007 per a reforçar el paper del Canadà en la missió de l'Afganistan, van ser lliurats a l'agost de 2007 i designats Leopard 2A6M CA després de ser actualitzats per KMW,
Les Forces canadenques van planejar adquirir 100 Leopard 2 als Països Baixos (40 Leopard 2A4M, 40 2A6NL i 20 vehicles de suport en 2007.
També van ser adquirits 15 Leopard 2A4 més a Alemanya com a reserva.
- Xile

L'Exèrcit Xilè va adquirir 140 dels Leopard 2A4 de l'inventari alemany en el 2007, d'ells hi ha 132 en servei i 8 de reserva.
- Dinamarca

L'Exèrcit danès va adquirir 52 Leopard 2A4 procedents de l'inventari alemany i 51 els va millorar a la versió 2A5DK (equivalent al Leopard 2A6 excepte el canó L55).
- Espanya

L'Exèrcit de Terra d'Espanya opera 327 Leopard 2; 108 Leopard 2A4 que van ser adquirits de l'inventari alemany en 1995 i 219 Leopard 2E (versió millorada del Leopard 2A6) més 16 Leopard 2ER de recuperació fabricats a Espanya sota llicència per Santa Bárbara Sistemas, encarregats en 1998 i lliurats entre 2004 i 2008.
- Finlàndia

L'Exèrcit finlandès opera 124 Leopard 2A4 comprats dels excedents de l'inventari alemany. 20 d'ells van ser convertits en vehicles llança-ponts i vehicles d'enginyers.
- Grècia

L'Exèrcit grec opera 366 Leopard 2; 196 Leopard 2A4 comprats de l'inventari alemany i 170 Leopard 2A6 HEL (versió del Leopard 2A6EX) encarregats al març de 2003 i lliurats entre 2006 i 2009.
- Noruega

L'Exèrcit noruec opera 52 Leopard 2A4 comprats als Països Baixos, designats Leopard A4NO. Posteriorment aquests van ser actualitzats al model Leopard 2A5 estàndard.
- Països Baixos

L'Exèrcit Reial dels Països Baixos ha operat 445 Leopard 2 NL fins a 1993, data en la qual va iniciar el pla de reducció dels seus carros de combat a causa de la fi de la Guerra Freda. 115 van ser venuts a Àustria i 52 a Noruega. Els restants van ser actualitzats a la versió 2A5, el primer d'ells va entrar en servei al maig 1997. 180 dels Leopard 2A5 van ser actualitzats a la versió 2A6 a partir de febrer de 2003. Després de vendre al Canadà 100 Leopard 2 (20 Leopard 2A6 i 80 Leopard 2A4), més 37 Leopard 2A6 a Portugal fa que actualment quedin en estat operatiu uns 110 Leopard 2A6 en els Països Baixos, mentre que els restants, A4 o A5, seran modificats per a diverses fins com llança-ponts, etc.
- Polònia

Les Forces de Terra Poloneses operen 128 Leopard 2A4 comprats de l'inventari alemany.
- Portugal

L'Exèrcit portuguès ha adquirit 37 Leopard 2A6 de l'inventari neerlandès al setembre de 2007 per a la Brigada Mecanitzada Santa Margarida.
- Singapur

L'Exèrcit de Singapur ha adquirit 66 Leopard 2A4 de l'inventari alemany i van ser encarregats 30 més per a reserva.
- Suècia

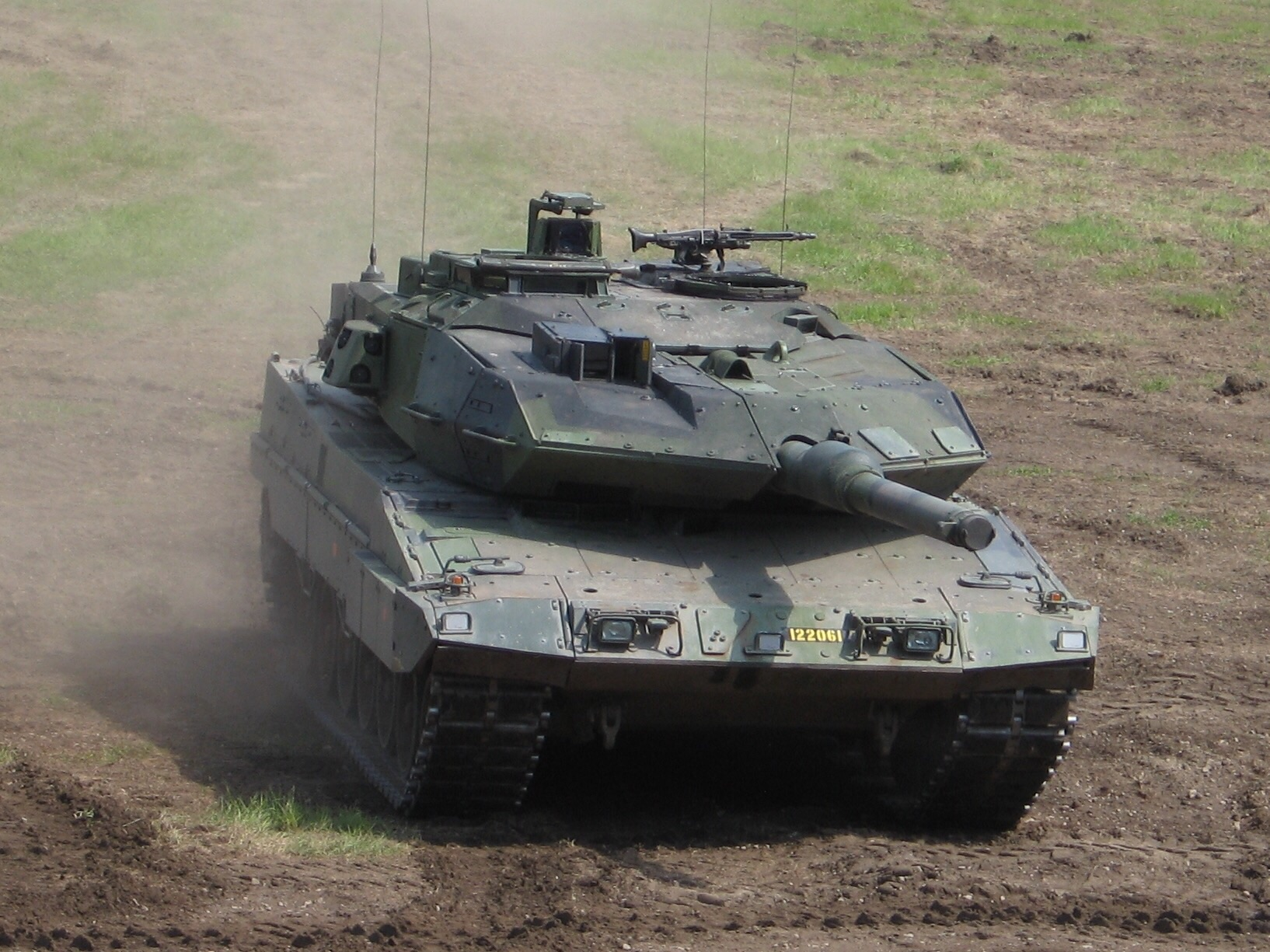
Strv 122

L'Exèrcit suec ha operat 280 Leopard 2; 120 Leopard 2S (Strv 122) nous i 160 Leopard 2A4 (Strv 121) comprats de l'inventari alemany. Només els 120 Strv 122 continuen en servei actiu.
- Suïssa

L'Exèrcit suís opera 380 Leopard 2A4 designats Pz 87; 35 d'ells van ser comprats a Alemanya i els restants van ser fabricats localment sota llicència.
- Turquia

L'Exèrcit turc opera 298 Leopard 2A4 comprats de l'inventari alemany.
- Ucraïna

A partir del 23 de febrer de 2023, les transferències confirmades a Ucraïna des de les reserves de l'exèrcit inclouen 14 2A4 de Polònia, 8 2A4NO de Noruega, 8 2A4CAN del Canadà, 10 2A4 d'Espanya, un nombre desconegut de tancs de batalla de Finlàndia. Els Països Baixos van acceptar ajudar a adquirir i subministrar munició per als tancs. Els operadors de tancs ucraïnesos van començar a entrenar amb els vehicles el febrer de 2023 i s'espera que arribin a Ucraïna al març. Els primers 4 tancs Leopard 2A4 d'existències poloneses van ser lliurats a Ucraïna el 24 de febrer de 2023.